# Maroons FC
Der Maroons Football Club, auch bekannt als Prisons Football Club, ist ein ugandischer Fußballverein aus der Hauptstadt Kampala. Aktuell, Stand Oktober 2024, spielt der Verein in der ersten Liga, der Ugandan Super League.
Der Verein ist auch unter dem Namen Mbili Mbili bekannt.

## Geschichte
Der Verein wurde 1965 gegründet. 1968 und 1969 wurde der Verein ugandischer Meister. Eigentümer des Verein ist der Uganda Prisons Service.

## Erfolge
- Ugandischer Meister: 1968, 1969
- Ugandischer Zweitligameister: 2010, 2015, 2017
- Ugandischer Pokalfinalist: 1980

## Stadion
Der Verein trägt seine Heimspiele im Luzira Prisons Ground in Luzira, einem Vorort der Hauptstadt Kampala, aus. Das Stadion hat ein Fassungsvermögen von 2000 Personen.

## Trainer
| Trainer          | Nation | von          | bis |
| ---------------- | ------ | ------------ | --- |
| Muhammed Senfuma | Uganda | 21. Mai 2021 |     |

## Statistik in den CAF-Wettbewerben
| Saison | Wettbewerb        | Runde    | Land      | Verein                   | Heim | Auswärts |
| ------ | ----------------- | -------- | --------- | ------------------------ | ---- | -------- |
| 1970   | CAF Champions Cup | 1. Runde | Somalia   | Lavori Publici Mogadishu | 4:2  | 1:2      |
|        | CAF Champions Cup | 2. Runde | Äthiopien | Tele SC Asmara           | 3:2  | 1:2      |

| Teilnahmen | Spiele | Sieg | Remis | Verl. | Tore | Punkte |
| 1          | 4      | 2    | 0     | 2     | 9:8  | 6      |
| ---------- | ------ | ---- | ----- | ----- | ---- | ------ |

- 1970: Tele SC Asmara siegte im Losentscheid.